# Amalafredo

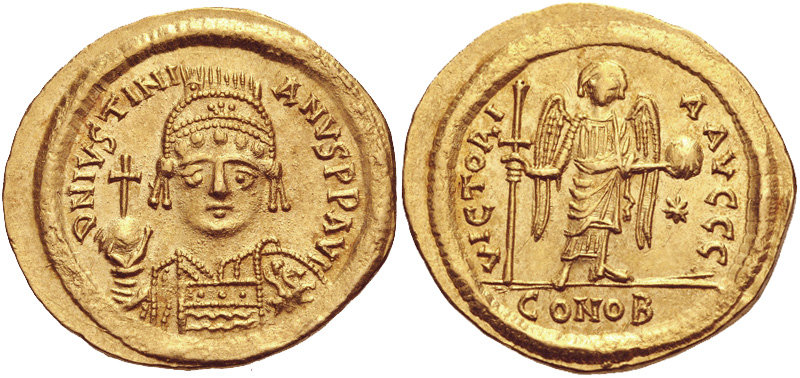
538 monedas, Monedas antiguas de Tesalónica, Ángeles cristianos en monedas, Monedas de Iustiniano I, Globus cruciger en monedas, Solidus

Amalafredo (en Latín: Amalafridas) fue el hijo del último rey de los turingios, el rey Hermanfredo y su esposa Amalaberga, hija de Amalafrida y sobrina del rey ostrogodo Teodorico el Grande.

## Historia
Cuando los francos conquistaron el palacio real turingio de Scithingi en 531, Amalaberga huyó con sus hijos Amalafredo y Rodelinda a Italia, donde estaban sus parientes ostrogodos. Allí fueron capturados por el general bizantino Belisario, que los envió a Constantinopla al mismo tiempo que el rey Vitiges, que también acababa de ser hecho prisionero. Justiniano nombró a Amalafredo general imperial, mientras que a Rodelinda la obligó a casarse con el rey lombardo Alduino.
Cuando los lombardos acudieron a ayudar al Emperador Bizantino Justiniano I contra los gépidos, el emperador envió un ejército bajo el mando de Justino y Justiniano, los hijos de su primo Germano, Aratius y Suartuas (gobernantes de los hérulos) y Amalafredo. El ejército se detuvo en Ulpiana, Iliria, mientras los generales decidían sobre una cuestión relativa a la doctrina cristiana local. Finalmente, solo Amalafredo se puso en camino con parte del ejército. El rey lombardo Alduino se quejó al emperador de que solo llegase en su ayuda contra los gépidos una pequeña parte del ejército bizantino. Aun así, Alduino y Amalafredo obtuvieron una gran victoria frente a los gépidos.
Amalafredo tuvo un hijo llamado Artachis (ver Venantius Fortunatus, Carm. App. 3), pero nada se sabe de su destino.